# Constitución, Nuevo León
Constitución är en ort i Mexiko.   Den ligger i kommunen Sabinas Hidalgo och delstaten Nuevo León, i den centrala delen av landet, 800 km norr om huvudstaden Mexico City. Constitución ligger 281 meter över havet och antalet invånare är 164.
Terrängen runt Constitución är platt åt nordost, men åt sydväst är den kuperad. Runt Constitución är det ganska glesbefolkat, med 24 invånare per kvadratkilometer. Närmaste större samhälle är Sabinas Hidalgo, 6,9 km väster om Constitución. Trakten runt Constitución består i huvudsak av gräsmarker.